# Estany del Pessó d'Amont
L'Estany del Pessó d'Amont o Estany Gran del Pessó és un llac que es troba en el terme municipal de la Vall de Boí,a la comarca de l'Alta Ribagorça, i dins de la zona perifèrica del Parc Nacional d'Aigüestortes i Estany de Sant Maurici.

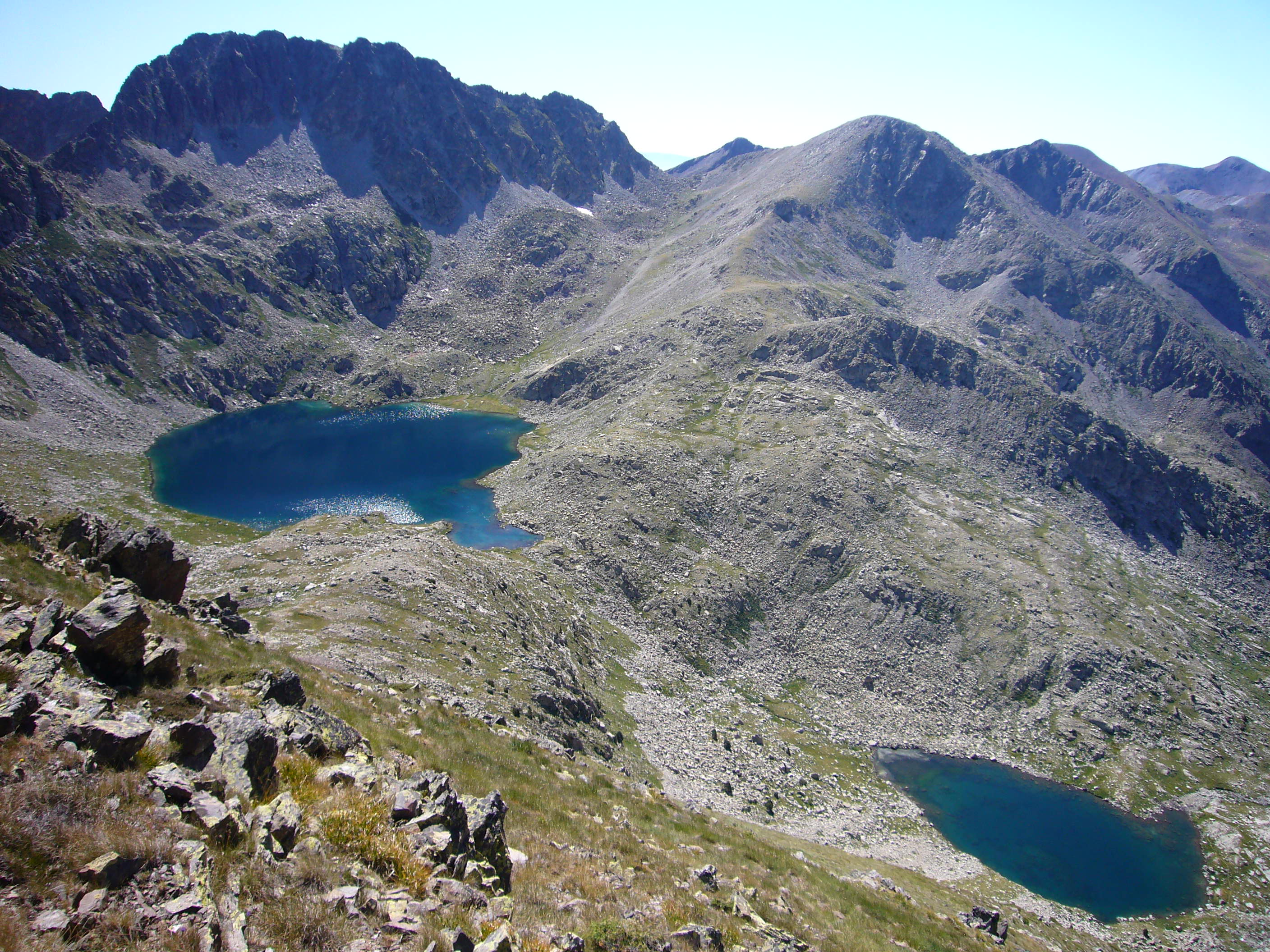
Estanys del Pessó, vistos des del Tuc des Carants.

El llac, d'origen glacial, està situat a 2.492 metres d'altitud a la Coma del Pessó i té 32 m de fondària màxima. És un dels dos Estanys del Pessó; recull les aportacions de la part alta de la coma i drena cap a l'Estany del Pessó d'Avall (O).
El nom "pessó significa 'munt cònic d'herba dallada', i s'aplica a cims de forma cònica".